# Кайбицкий район
Кайбицкий район (тат. Кайбыч муниципаль районы) — административно-территориальная единица и муниципальное образование (муниципальный район) в составе Республики Татарстан Российской Федерации. Территория района включает 57 населенных пунктов и 17 сельских поселений.
Административный центр — село Большие Кайбицы.

## География
Район расположен на западе Татарстана. Граничит с Зеленодольским, Верхнеуслонским, Апастовским районами республики и с Чувашией (Урмарский, Янтиковский, Канашский, Комсомольский, Яльчикский районы). Рельеф представляет собой слабоприподнятую равнину с высотами 180—220 метров. Крупнейшая река — Свияга. Другие крупные реки, длиной более 30 км: Кубня, Бирля, Урюм, Бия, Черемшан, Имелли.

## Герб и флаг
|  | В серебряном поле на зелёном холме дуб с золотым, расходящимся натрое стволом и зелёной листвой с золотыми желудями.Описание герба |

Герб и флаг района утверждены 19 декабря 2005 года решением представительного органа Кайбицкого муниципального района Республики Татарстан. Разработкой занимались Геральдический совет при президенте республики совместно с Союзом геральдистов России. На гербе и флаге изображён золотой дуб с зелёной кроной, по которой рассыпаны золотые жёлуди. Основой экономики является сельское хозяйство, в цветовой гамме это показали обилием золотого и зелёного цветов, что также подчёркивает богатую природу района. Дуб — символ долголетия, твёрдости, благородства, отваги и стойкости. Своими ветвями дерево отражает многонациональный состав населения: русских, татар и чувашей. Очертания кроны практически повторяют границы района. Зелёный цвет является символом здоровья, жизненного роста и возрождения; золотой — урожая, богатства и стабильности, уважения; серебряный — чистоты, мира и взаимопонимания.
Флаг Кайбицкого района разработан на основе герба представляет собой прямоугольное полотно, разделённое по горизонтали белую и зелёную полосы в отношении два к одному.

## История
До 1920 года территория района находилась в Свияжском, Цивильском и Тетюшском уездах Казанской губернии, с 1920 по 1927 годы в Свияжском кантоне ТАССР. Ульяновский район с муниципальным центром в селе Ульянково был образован 14 февраля 1927 года, уже 1 августа административный центр перенесли в Большие Кайбицы, а район переименовали в Кайбицкий. В 1944 году из состава Кайбицкого района отделился Подберезинский, но уже 17 мая 1956 года Подберезинский район вернули в территорию Кайбицкого. В процессе укрупнения административных единиц ТАССР 4 января 1963 года Кайбицкий район упразднили с передачей территорий Апастовскому. Кайбицкий район восстановлен 19 апреля 1991 года.
Первым руководителем вновь образованного района был Ханифатуллин Азат Сафинович. В 1998 году его сменил Гаффаров Завдат Рашитович, который занимал эту должность по март 2012 года. После него Кайбицкий муниципальный район возглавил Рахматуллин Альберт Ильгизарович.

## Население

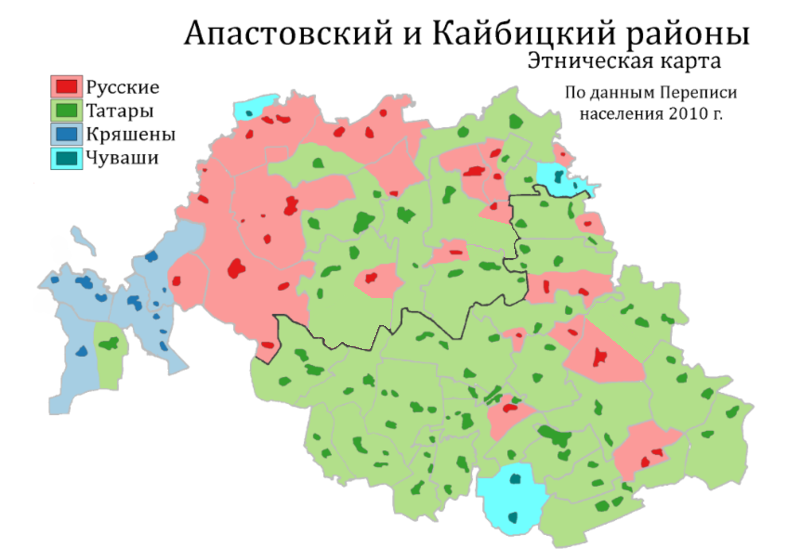
Этническая карта Апастовского и Кайбицкого районов

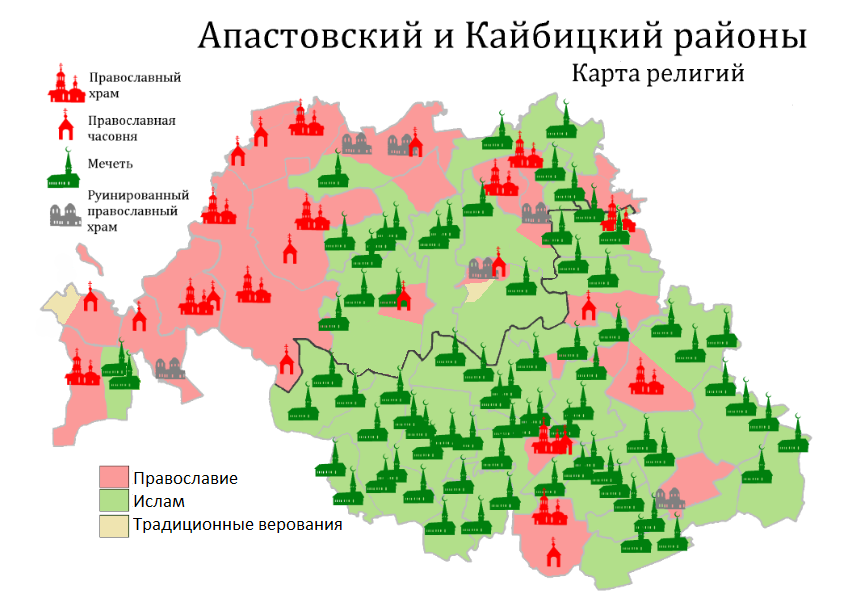
Религиозная карта Апастовского и Кайбицкого районов

Национальный состав (из числа указавших национальность по переписи 2020 года) : татары — 68,3%, русские — 26%, чуваши — 4,5%, башкиры — 0,03%.
| 2002    | 2003    | 2004    | 2005    | 2006    | 2007    | 2008    |
| ------- | ------- | ------- | ------- | ------- | ------- | ------- |
| 16 116  | ↗16 500 | ↘16 000 | ↘15 636 | ↘15 549 | ↘15 440 | ↘15 242 |
| 2009    | 2010    | 2011    | 2012    | 2013    | 2014    | 2015    |
| →15 242 | ↘14 898 | ↘14 866 | ↘14 723 | ↘14 586 | ↘14 458 | ↘14 301 |
| 2016    | 2017    | 2018    | 2019    | 2021    |         |         |
| ↘14 209 | ↘14 046 | ↘13 878 | ↘13 671 | ↘12 907 |         |         |

## Муниципально-территориальное устройство
В Кайбицком районе 57 населённых пунктов в составе 17 сельских поселений:
| №  | Сельские поселения                      | Административный центр          | Количество населённых пунктов | Население | Площадь, км² |
| -- | --------------------------------------- | ------------------------------- | ----------------------------- | --------- | ------------ |
| 1  | Багаевское сельское поселение           | село Багаево                    | 4                             | ↘645      |              |
| 2  | Большекайбицкое сельское поселение      | село Большие Кайбицы            | 4                             | ↗2295     |              |
| 3  | Большеподберезинское сельское поселение | село Большое Подберезье         | 5                             | ↘920      |              |
| 4  | Большерусаковское сельское поселение    | село Большое Русаково           | 4                             | ↘483      |              |
| 5  | Бурундуковское сельское поселение       | село Бурундуки                  | 2                             | ↗782      |              |
| 6  | Кулангинское сельское поселение         | железнодорожная станция Куланга | 3                             | ↗621      |              |
| 7  | Кушманское сельское поселение           | село Кушманы                    | 2                             | ↘761      |              |
| 8  | Маломеминское сельское поселение        | село Малые Меми                 | 4                             | ↘556      |              |
| 9  | Молькеевское сельское поселение         | село Молькеево                  | 4                             | ↘800      |              |
| 10 | Муралинское сельское поселение          | село Мурали                     | 2                             | ↘493      |              |
| 11 | Надеждинское сельское поселение         | село Надеждино                  | 5                             | ↘336      |              |
| 12 | Старотябердинское сельское поселение    | село Старое Тябердино           | 3                             | ↘763      |              |
| 13 | Ульянковское сельское поселение         | село Ульянково                  | 4                             | ↘646      |              |
| 14 | Фёдоровское сельское поселение          | село Фёдоровское                | 1                             | ↘885      |              |
| 15 | Хозесановское сельское поселение        | село Хозесаново                 | 4                             | ↘843      |              |
| 16 | Чутеевское сельское поселение           | село Чутеево                    | 2                             | ↘1183     |              |
| 17 | Эбалаковское сельское поселение         | село Эбалаково                  | 4                             | ↘866      |              |

| №  | Населённый пункт         | Тип                     | Население | Муниципальное образование               |
| -- | ------------------------ | ----------------------- | --------- | --------------------------------------- |
| 1  | Александровка            | посёлок                 |           | Хозесановское сельское поселение        |
| 2  | Арасланово               | село                    |           | Багаевское сельское поселение           |
| 3  | Афанасьевка              | деревня                 |           | Большекайбицкое сельское поселение      |
| 4  | Багаево                  | село                    | ↗216      | Багаевское сельское поселение           |
| 5  | Баймурзино               | деревня                 |           | Молькеевское сельское поселение         |
| 6  | Беляево                  | деревня                 |           | Кулангинское сельское поселение         |
| 7  | Берлибаш                 | село                    | →251      | Эбалаковское сельское поселение         |
| 8  | Большая Куланга          | посёлок                 |           | Муралинское сельское поселение          |
| 9  | Большие Кайбицы          | село                    | ↗1600     | Большекайбицкое сельское поселение      |
| 10 | Большое Подберезье       | село                    |           | Большеподберезинское сельское поселение |
| 11 | Большое Русаково         | село                    |           | Большерусаковское сельское поселение    |
| 12 | Большое Тябердино        | село                    |           | Чутеевское сельское поселение           |
| 13 | Бурундуки                | село                    |           | Бурундуковское сельское поселение       |
| 14 | Бушанча                  | село                    |           | Большерусаковское сельское поселение    |
| 15 | Воскресенский            | посёлок                 |           | Ульянковское сельское поселение         |
| 16 | Имянле-Буртас            | деревня                 |           | Маломеминское сельское поселение        |
| 17 | Камылово                 | деревня                 |           | Старотябердинское сельское поселение    |
| 18 | Каргала                  | деревня                 | ↘82       | Большеподберезинское сельское поселение |
| 19 | Кичкеево                 | деревня                 |           | Надеждинское сельское поселение         |
| 20 | Корноухово               | деревня                 |           | Ульянковское сельское поселение         |
| 21 | Кулабердино              | деревня                 |           | Багаевское сельское поселение           |
| 22 | Куланга                  | железнодорожная станция |           | Кулангинское сельское поселение         |
| 23 | Кушкуль                  | деревня                 |           | Хозесановское сельское поселение        |
| 24 | Кушманы                  | село                    |           | Кушманское сельское поселение           |
| 25 | Малалла                  | деревня                 |           | Маломеминское сельское поселение        |
| 26 | Малое Подберезье         | село                    |           | Большеподберезинское сельское поселение |
| 27 | Малое Русаково           | село                    |           | Большерусаковское сельское поселение    |
| 28 | Малые Кайбицы            | село                    |           | Эбалаковское сельское поселение         |
| 29 | Малые Меми               | село                    |           | Маломеминское сельское поселение        |
| 30 | Молькеево                | село                    |           | Молькеевское сельское поселение         |
| 31 | Мурали                   | село                    |           | Муралинское сельское поселение          |
| 32 | Муратово                 | деревня                 |           | Надеждинское сельское поселение         |
| 33 | Мурза Берлибаш           | деревня                 |           | Эбалаковское сельское поселение         |
| 34 | Надеждино                | село                    |           | Надеждинское сельское поселение         |
| 35 | Нижняя Куланга           | деревня                 |           | Кулангинское сельское поселение         |
| 36 | Новое Патрикеево         | посёлок                 |           | Маломеминское сельское поселение        |
| 37 | Плетени                  | деревня                 |           | Большеподберезинское сельское поселение |
| 38 | Победа                   | деревня                 |           | Ульянковское сельское поселение         |
| 39 | Полевая Буа              | деревня                 |           | Молькеевское сельское поселение         |
| 40 | Репьёвка                 | посёлок                 |           | Надеждинское сельское поселение         |
| 41 | Русаковского лесничества | посёлок                 |           | Кушманское сельское поселение           |
| 42 | Салтыганово              | деревня                 |           | Багаевское сельское поселение           |
| 43 | Семекеево                | село                    |           | Большекайбицкое сельское поселение      |
| 44 | Сосновка                 | деревня                 |           | Большеподберезинское сельское поселение |
| 45 | Старая Буа               | село                    |           | Молькеевское сельское поселение         |
| 46 | Старое Тябердино         | село                    |           | Старотябердинское сельское поселение    |
| 47 | Старые Чечкабы           | село                    |           | Большекайбицкое сельское поселение      |
| 48 | Турминское               | село                    |           | Хозесановское сельское поселение        |
| 49 | Ульянково                | село                    |           | Ульянковское сельское поселение         |
| 50 | Фёдоровское              | село                    |           | Фёдоровское сельское поселение          |
| 51 | Хозесаново               | село                    |           | Хозесановское сельское поселение        |
| 52 | Чистые Ключи             | посёлок                 |           | Надеждинское сельское поселение         |
| 53 | Чукри-Аланово            | деревня                 |           | Большерусаковское сельское поселение    |
| 54 | Чутеево                  | село                    |           | Чутеевское сельское поселение           |
| 55 | Шушерма                  | деревня                 |           | Бурундуковское сельское поселение       |
| 56 | Эбалаково                | село                    |           | Эбалаковское сельское поселение         |
| 57 | Янсуринское              | село                    |           | Старотябердинское сельское поселение    |

## Экономика

### Современное состояние
В период с 2010 по 2020 год соотношение среднемесячной заработной платы к минимальному потребительскому бюджету выросло с 2,02 до 2,21 раз. По данным за 2019 год, средняя заработная плата работников организаций составляла 24 тысячи рублей. Уровень безработицы с 2013 по 2020 года незначительно увеличился с 0,62 % до 0,78 % соответственно.
Основа экономики региона — сельское хозяйство. В первом полугодии 2020 года валовая продукция сельского хозяйства составила 391 млн рублей. На полях выращиваются такие культуры, как пшеница, рожь, ячмень, овёс, гречиха, сахарная свёкла и горох. Развито мясо-молочное скотоводство, свиноводство и овцеводство. В 2019 году открылась агрофирма «Подберезье», основное направление которой — производство рапсового масла.
Ведущие районные предприятия: «Кайбицкий рыбхоз», филиал «Казаньзернопродукт» — «Кулангинский хлебоприемный пункт», «Кайбицкий агрохимсервис», «Кайбицкий специализированный семенной лесхоз», агрофирмы «Золотой колос», «Кубня» и «Дубравы», хлебокомбинат Кайбицкого районного Союза потребительских обществ Республики Татарстан и Молькеевкое сельское потребительское общество. С января по сентябрь 2020 года было отгружено товаров на 205 млн рублей.

### Инвестиционный потенциал
Согласно оценке Комитета Республики Татарстан по социально-экономическому мониторингу, инвестиции в основной капитал в январе-июне 2020 года в Кайбицком районе составили 363 563 тысяч рублей, или 0,2 % от общего объёма инвестиций Татарстана. По направленности инвестиций в 2020 году лидирует развитие с/х, охоты и рыбалки (суммарно 92 млн), на втором месте — обеспечение электроэнергии (4,5 млн рублей).
Отчёт Федеральной службы госстатистики республики показывает, что за 2019 год в район было привлечено почти 147 млн рублей инвестиций (кроме бюджетных средств и доходов от субъектов малого предпринимательства), за 2018-й — 176 млн.

### Транспорт
Село Большие Кайбицы расположено в 120 км к юго-западу от Казани, в 18 км от железнодорожной станции Куланга. В восточной части района проходит железнодорожная линия Свияжск — Буинск — Ульяновск. Основные автодороги: Большие Кайбицы — Уланово (выход к Р-241, на Казань), Большие Кайбицы — Старое Тябердино — А-151 (на Канаш), Большие Кайбицы — Апастово (на Буинск), Большое Подберезье — Апастово.
В 2024 году планируется открытие платной автомагистрали М12 «Восток» Москва — Казань — Екатеринбург, которая станет частью транспортного коридора Европа — Западный Китай. На территории Татарстана длина дороги составит 145 км, из которых 100 км будет проходить по Кайбицкому району — от деревни Камылово до деревни Малалла. Из Москвы в Казань на машине можно будет добраться за шесть с половиной часов.

## Экология
В районе существуют памятники природы регионального значения: «Кайбицкие дубравы», «Турминская дача», «Озеро Большое», «Поймы рек Свияги и Кубни», «Озерный комплекс у поселка Новое Патрикеево» и «Река Бирля». Встречаются растения и животные, занесённые в Красную книгу Татарстана: волчье лыко, любка двулистная, хохлатка Маршалла, башмачок настоящий, пыльцеголовник красный, серпуха красильная; жук-олень, дубовый усач, махаон, адмирал, большая переливница, серая жаба, обыкновенная гадюка, полевой лунь, сапсан, балобан, ушастая и болотная совы, серая неясыть, седой и зеленый дятлы, золотистая щурка.

## Социальная сфера
В районе сохранились 44 объекта культурного наследия. 
Социальная сфера представлена 28 общеобразовательными школами, 19 дошкольными учреждениями и тремя учреждениями дополнительного образования. В сфере культуры действуют районный Дом культуры, музей, центральная районная библиотека, детская районная библиотека и 36 клубов. 
С 1933 года на русском и татарском языках издаётся районная газета «Кайбицкие зори» (Кайбыч таңнары).